# Hearts of the Innocent
Hearts Of The Innocent je čtvrté album křesťanské rockové skupiny Kutless vydané v 21. března 2006.
Vydáno bylo u BEC Recordings, producentem byl Aaron Sprinkle.
1. Hearts Of The Innocent
2. Shut Me Out
3. Beyond The Surface
4. Smile
5. Promise of a Lifetime
6. Winds Of Change
7. Somewhwre In The Sky
8. Mistakes
9. Push Me Away
10. Changing World
11. Million Dolar Man
12. Legacy